# محوطه قصر دختر تنگ سعادت‌شهر
محوطه قصر دختر تنگ سعادت شهر مربوط به دوره ساسانیان - سده‌های اولیه دوران‌های تاریخی پس از اسلام است و در شهرستان پاسارگاد، بخش مرکزی، شهر سعادت شهر، ۲۰۰ متری شمال غربی پلیس راه سعادتشهر واقع شده و این اثر در تاریخ ۲۶ اسفند ۱۳۸۶ با شمارهٔ ثبت ۲۱۹۰۵ به‌عنوان یکی از آثار ملی ایران به ثبت رسیده است.